# シークレット同盟
『シークレット同盟』（シークレットどうめい、朝鮮語: 시크릿 동맹）は、Leroによる韓国の漫画作品。ウェブサイト「レジンコミックス」（レジンエンターテイメント）にて2019年7月6日から2020年4月5日まで連載された。日本では、同サイトで2019年12月17日から2020年9月1日まで連載されている。
2024年4月より、読売テレビにてテレビドラマが放送された。

## テレビドラマ
2024年4月5日（4日深夜）から6月21日（20日深夜）まで読売テレビの「ドラマDiVE」枠で放送された。主演は松井愛莉。

### キャスト

#### 主要人物
宇吹詩杏（うぶき しあん）〈20〉
演 - 松井愛莉

東條律子（とうじょう りつこ）〈18〉
演 - 長野凌大（原因は自分にある。）

蓮見結心（はすみ ゆうしん）〈26〉
演 - 長妻怜央（7ORDER）

#### 周辺人物
宇吹詩乃（うぶき しの）〈46〉
演 - しゅはまはるみ

日和（ひより）〈20〉
演 - 森田想

藤田義彦（ふじた よしひこ）
演 - 波岡一喜

### スタッフ
- 原作 - Lero『シークレット同盟』(KidariStudio, Inc. & LEZHIN Ent.)[3][4]
- 脚本 - 山﨑佐保子、丹保あずさ、合田純奈[3][4]
- 音楽 - ササクレクト
- オープニング主題歌 - 原因は自分にある。「Mania」（SDR）[3][4]
- エンディング主題歌 - yukaDD「wonderland」（avex trax）[3][4]
- 監督 - 本田隆一、金子功、大山晃一郎[3][4]
- チーフプロデューサー - 内部健太郎、沼田賢治
- プロデューサー ｰ 村上歩、田渕草人、伊藤愛、吉田卓麻、武井哲
- 制作プロダクション - PADMA[3][4]
- 製作 - 「シークレット同盟」製作委員会、エイベックス・ピクチャーズ、読売テレビ、KidariStudio, Inc.[3][4]

### 放送日程
| 話数   | 放送日  | サブタイトル                          | 脚本       | 監督       |
| ------ | ------- | ------------------------------------- | ---------- | ---------- |
| 第1話  | 4月05日 | 歪な三角ロマンス開幕!親切な後輩の秘密 | 山﨑佐保子 | 本田隆一   |
| 第2話  | 4月12日 | 結ばれた秘密の同盟…“彼女”の裏の顔     | 山﨑佐保子 | 本田隆一   |
| 第3話  | 4月19日 | 暴かれた秘密…“邪魔者”のゲスな本性     | 丹保あずさ | 金子功     |
| 第4話  | 4月26日 | 俺だけ信じて…封印された“彼”の記憶     | 丹保あずさ | 金子功     |
| 第5話  | 5月03日 | 仕組まれたデート…絶叫と永遠の決別     | 合田純奈   | 大山晃一郎 |
| 第6話  | 5月10日 | 狂気、炎上…彼の正体は?                | 山﨑佐保子 | 本田隆一   |
| 第7話  | 5月17日 | ただ一人…本当の味方                   | 山﨑佐保子 | 本田隆一   |
| 第8話  | 5月22日 | 作戦決行。偽りのキスで暴く真実の姿    | 合田純奈   | 大山晃一郎 |
| 第9話  | 5月29日 | 闇に堕ちた恋心…破滅へ道連れ           | 丹保あずさ | 金子功     |
| 第10話 | 6月07日 | 本当の俺を見て…二人きりの地獄で       | 丹保あずさ | 金子功     |
| 第11話 | 6月14日 | 秘密の全貌…血に濡れた“共犯関係”       | 山﨑佐保子 | 本田隆一   |
| 最終話 | 6月21日 | 約束の終わり、あなたが幸せになる方法  | 山﨑佐保子 | 本田隆一   |

| 読売テレビ ドラマDiVE                          | 読売テレビ ドラマDiVE                       | 読売テレビ ドラマDiVE                                                       |
| 前番組                                         | 番組名                                      | 次番組                                                                      |
| ---------------------------------------------- | ------------------------------------------- | --------------------------------------------------------------------------- |
| 好きやねんけどどうやろか （1月12日 - 3月15日） | シークレット同盟 （2024年4月5日 - 6月21日） | 焼いてるふたり 〜交際0日 結婚から恋をはじめよう〜 （2024年7月5日 - 9月6日） |